# Tetrathemis leptoptera
Tetrathemis leptoptera är en trollsländeart som först beskrevs av Selys 1869.  Tetrathemis leptoptera ingår i släktet Tetrathemis och familjen segeltrollsländor. Inga underarter finns listade i Catalogue of Life.